# Нова жизнь
Нова жизнь (рос. Новая жизнь, чув. Çĕнĕ Пурнăç) — селище у складі Ібресинського району Чувашії, Росія. Входить до складу Березовського сільського поселення.
Населення — 100 осіб (2010; 112 у 2002).
Національний склад:
- чуваші — 72 %

Стара назва — Нова Жизнь.